# Gruppo del Popera
Il gruppo del Popèra è un piccolo gruppo montuoso delle Alpi, nelle Dolomiti di Sesto. È diviso tra la provincia di Belluno (comuni di Auronzo di Cadore e Comelico Superiore) e la provincia di Bolzano (comune di Sesto). È attraversato dall'Alta via n. 5, detta del Tiziano, e dalla celebre strada degli Alpini.

## Geografia

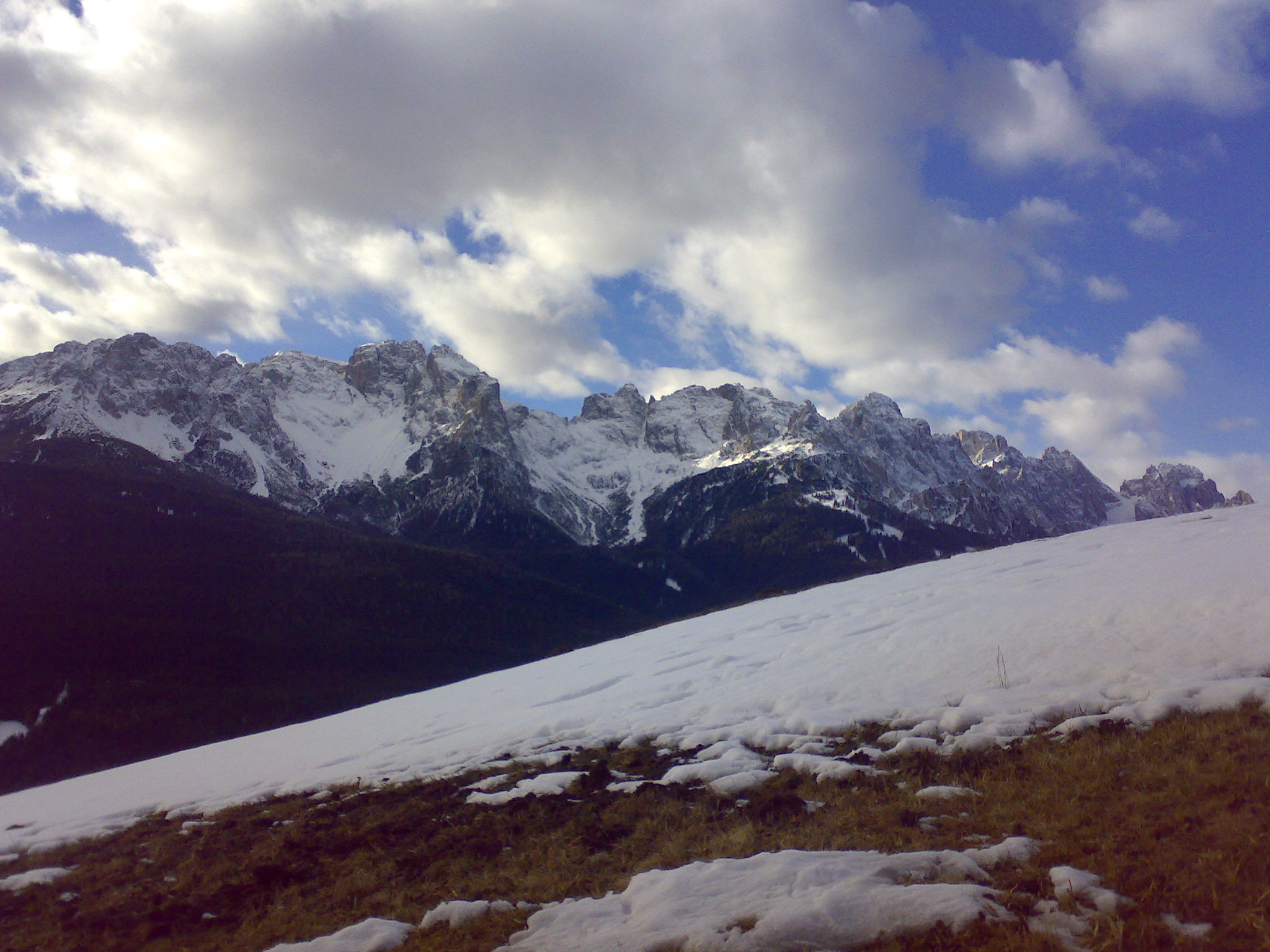
Il gruppo da Casamazzagno

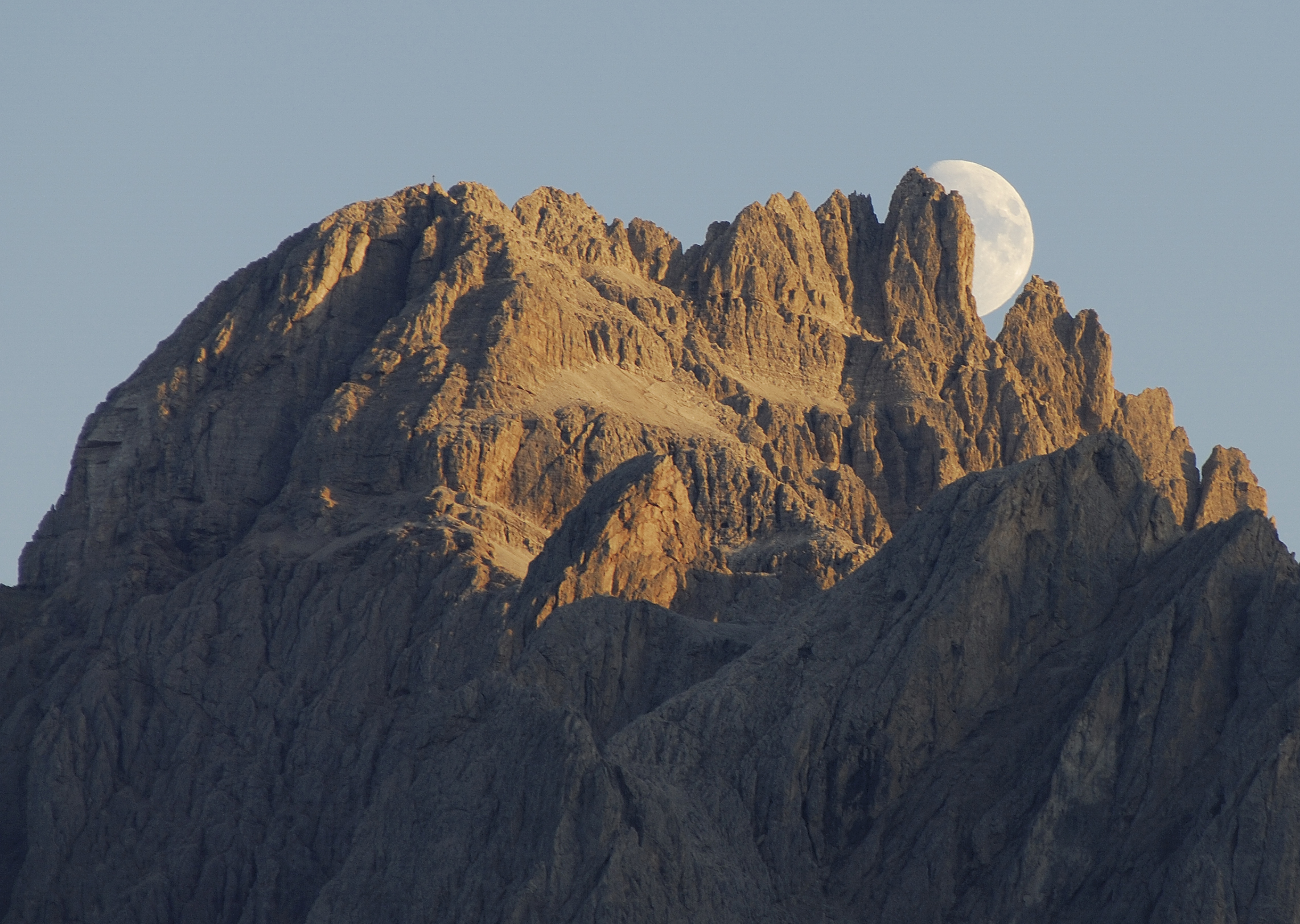
Croda Rossa di Sesto

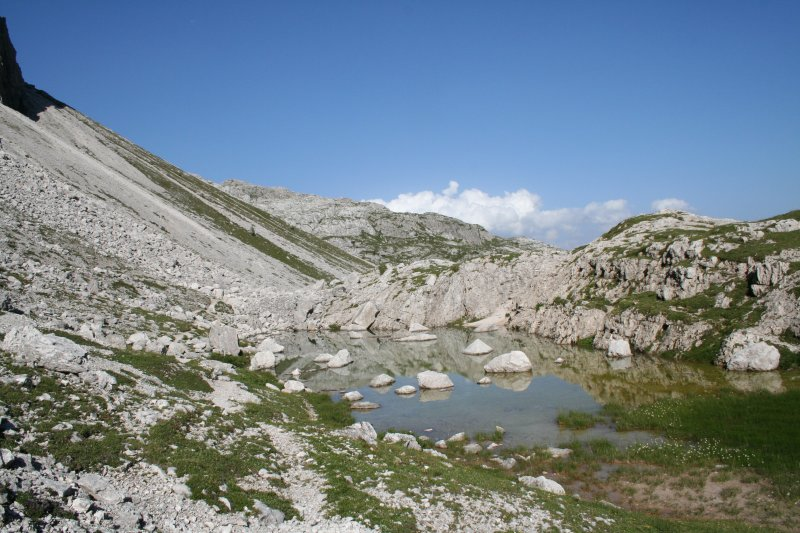
Il laghetto che si trova alla base della Pala del Popera, raggiungibile dal sentiero 101 (rifugio Berti).

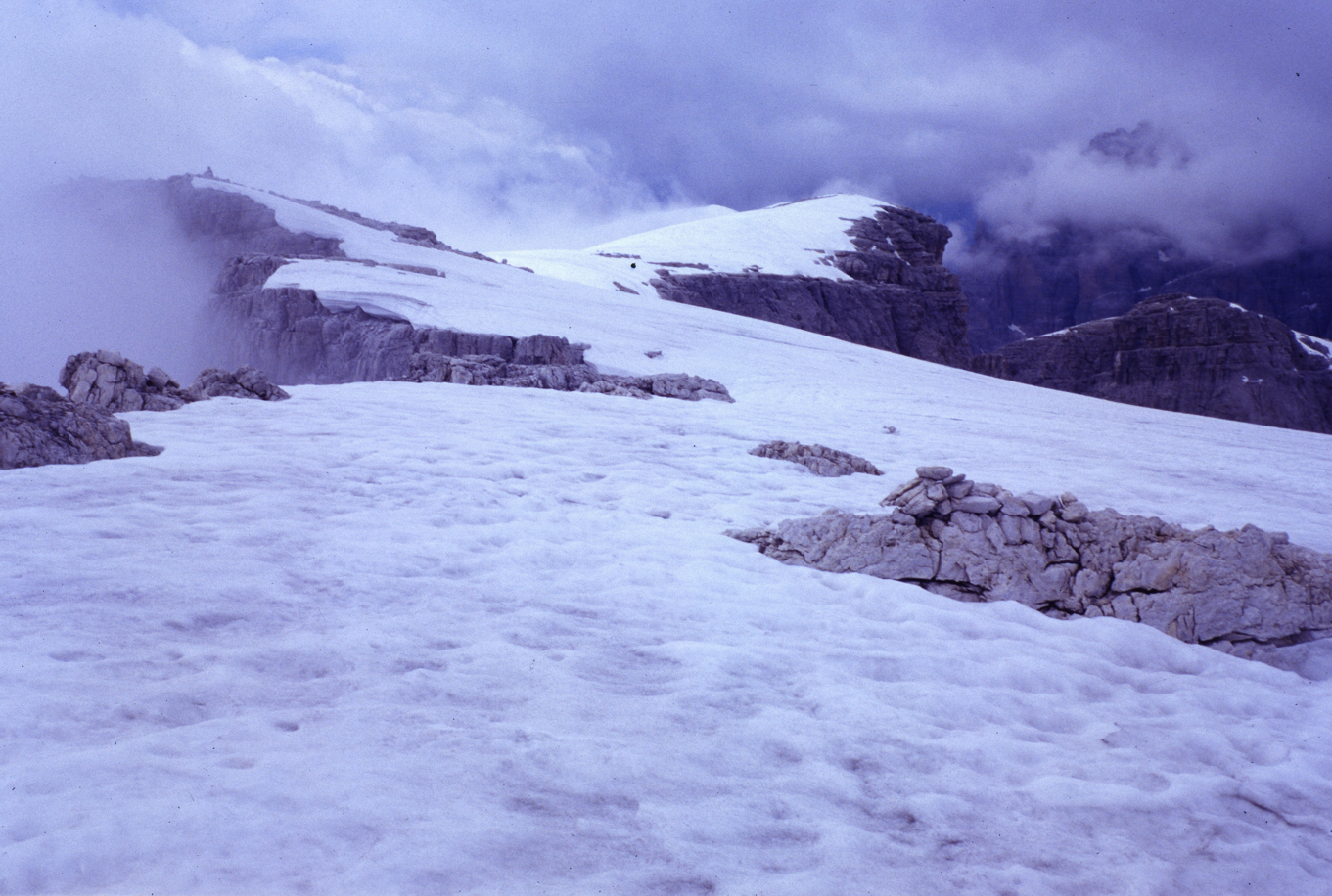
Monte Popera

Costituisce il settore più orientale delle Dolomiti di Sesto ed è compreso tra la valle di Sesto a nord, il passo di Monte Croce di Comelico e la val Comelico a est, la val d'Ansiei a sud e la val Fiscalina a ovest, segna quindi il confine tra la provincia di Belluno e la provincia autonoma di Bolzano.

## Classificazione
Secondo la SOIUSA il gruppo del Popera è un gruppo alpino con la seguente classificazione:
- Grande parte = Alpi Orientali
- Grande settore = Alpi Sud-orientali
- Sezione = Dolomiti
- Sottosezione = Dolomiti di Sesto, di Braies e d'Ampezzo
- Supergruppo = Dolomiti di Sesto
- Gruppo = Gruppo del Popera
- Codice = II/C-31.I-A.8

## Suddivisione
La SOIUSA suddivide il gruppo in tre sottogruppi:
- sottogruppo di Cima Undici (a)
- sottogruppo di Croda Rossa di Sesto (b)
- bastione Cima Bagni-Aiarnola (c)

## Vette
Culmina con la cima Undici a 3.092 metri s.l.m..
Comprende inoltre le seguenti vette:
- Monte Popera (3.046 m)
- Giralba di Sotto (2.995 m)
- Cima Bagni (2.983 m)
- Croda Rossa di Sesto (2.965 m)
- Giralba di Sopra (2.930 m)
- Cima d'Ambata (2.872 m)
- Croda da Campo (2.712 m)
- Monte Ajarnola (2.456 m)

## Sito di interesse comunitario
È stato indicato come sito di interesse comunitario "Gruppo del Popera - Dolomiti di Auronzo e di Val Comelico" (codice SIC: IT3230078).